# Habitatge al carrer Mestre Güell, 31 (Tàrrega)
L'Habitatge al carrer Mestre Güell, 31 és una obra de Tàrrega (Urgell) inclosa a l'Inventari del Patrimoni Arquitectònic de Catalunya.

## Descripció
Hi ha edificis de característiques arquitectòniques molt senzilles i de caràcter popular igual que la resta d'habitatges d'aquest carrer de Tàrrega. Totes elles són molt similars entre si. Aquest habitatge, entre mitgeres, de planta rectangular i molt estreta, està fet a base de grans carreus de pedra disposats regularment (planta baixa) i de maons a la resta de plantes. Està coberta amb teula àrab a una vessant.
L'edifici està estructurat en planta baixa i dos pisos, amb un eix vertical definit per la major part de les obertures. A la planta baixa hi ha dues portes, una gran portalada de molta amplada i amb forma d'arc rebaixat i per l'altra, hi ha una petita porteta, molt estilitzada i estreta, d'arc de mig punt, que seria l'accés a l'habitatge.
Pel que fa a la primera i segona planta s'obre una finestra a cadascuna centrada a la façana. Les dues són rectangulars i de la mateixa amplada. A més, les dues tenen balconada, amb l'única diferència que la de la primera planta és més gran que la segona. Ambdues aporten una barana de forja amb el mateix motiu decoratiu.
És un edifici amb una extraordinària senzillesa tipològica.